# جائزة المنظمة الوطنية للمرأة الشجاعة
بدأت المنظمة الوطنية للمرأة بمنح جائزة المرأة الشجاعة سنويًا (في معظم السنوات) منذ عام 1994، وبشكل دوري في مؤتمرات القمة القائمة على القضايا التي تنظمها المنظمة. يتم اختيار المُكرَمين لإظهارهم الشجاعة الشخصية في تحدي السلطة الراسخة وفي القيام بعمل لديه القدرة على إفادة النساء بشكل عام.
وكان المستفيدون من هذه الجائزة مدعين في دعاوى قضائية تحدت التمييز القائم على الجنس والتحرش الجنسي المتفشي. كما حصلت عليها قيادات نسائية عملت على تعزيز ظروف عمل أفضل وفرص في مهن غير تقليدية، مثل كابتن رجال الإطفاء في نيويورك برندا بيركمان. قد تكون الحاصلة على جائزة فردًا لفت الانتباه إلى قضية مهمة من خلال تجربتها الخاصة، مثل كريستي برزونكالا بعد اغتصابها من قبل اثنين من لاعبي كرة القدم في فريق فرجينيا للتقنية، حيث رفعت دعوى قضائية على فريق الجامعة، وذهبت قضيتها إلى المحكمة العليا في الولايات المتحدة.
ومن المُميَّزات اللاتي حصلن على الجائزة، جوليا غابرييل التي اتخذت إجراءات لتحسين ظروف العمل من خلال الشهادة ضد أولئك الذين يجبرون على الاستعباد غير القانوني. كما رفعت ليلي ليدبيتر، الحائزة على جائزة في المستقبل، في قضية حظيت بتغطية إعلامية كبيرة، قضيتها ضد التمييز في الأجور على أساس الجنس ضد شركة جوديير للإطارات والمطاط إلى المحكمة العليا بتكلفة شخصية كبيرة. تقدم المنظمة أيضًا جائزة امرأة الشجاعة للنساء اللائي حققن نجاحات خاصة أو فريدة قام بها عدد قليل من الآخرين، مثل باربرا هيلاري، التي وصلت إلى القطب الشمالي في سن 75.

## الفائزات بالجائزة
| السنة | الفائز                  | المجال                                                                                         |
| ----- | ----------------------- | ---------------------------------------------------------------------------------------------- |
| 2014  | روسلانا                 | مغنية، ناشطة اجتماعية                                                                          |
| 2011  | نانسي هوجسهيد ماكار     | المدافعة عن اللقب الأوليمبي التاسع، رياضية أولمبية                                             |
| 2009  | سوزان هيل               | ناشطة في حقوق الإجهاض                                                                          |
| 2008  | باربرا هيلاري           | ممرضة، مسافرة                                                                                  |
| 2008  | ليلي ليدبيتر            | ناشط ضد التمييز في الأجور                                                                      |
| 2006  | سوزان وود.              | مساعدة المفوض السابق لصحة المرأة ومديرة مكتب إدارة الأغذية والعقاقير لصحة المرأة               |
| 2006  | أني دي فرانكو           | مغنية وكاتبة أغاني وعازفة جيتار وناشطة                                                         |
| 2005  | تيلي بلاك بير           | مؤسس أول ملجأ للمرأة الملونة                                                                   |
| 2005  | سيبل نيدين جولدريخ      | مناصرة للنساء ذوات الثدي السيليكون                                                             |
| 2005  | كاكينيا ناتايا          | ناشطة في مجال تعليم المرأة الأفريقية                                                           |
| 2005  | كاتي هنيدا              | لاعبة كرة قدم                                                                                  |
| 2004  | دونا نيلسون             | أستاذ الكيمياء العضوية بجامعة أوكلاهوما؛ مؤلفة استطلاعات نيلسون للتنوع                         |
| 2004  | كارل موسلي براون        | سناتور الولايات المتحدة (1992-1998) وسفير الولايات المتحدة (1999-2001)                         |
| 2003  | باربرا لي               | ممثلة الولايات المتحدة (دي-كاليفورنيا)                                                         |
| 2002  | كابنت برندا بركمان      | إطفاء الحرائق                                                                                  |
| 2002  | جودي فلوكهارت           | ناشطة في مجال الدفاع عن التحرش الجنسي في مكان العمل                                            |
| 2001  | شيريل هاوورث            | رافعة أثقال أولمبية                                                                            |
| 2001  | ماريان كونلي            | سياسية نسوية، رئيس بلدية سابق لفانوود بنيوجيرسي                                                |
| 2000  | كريستس بروزلانكا        | أول شخص في الولايات المتحدة لمقاضاة المهاجمين لها بسبب قانون مناهضة العنف ضد المرأة            |
| 2000  | إلاينا جوردن            | تشريع القوانين                                                                                 |
| 2000  | جوليا جابريل            | ناشطة ضد العمل بالسخرة                                                                         |
| 1999  | مارتينا بيكيت           | ناشطة في مجال توفير مكان آمن وعادل للعمل                                                       |
| 1999  | رابطة نسيج تعدد الزوجات | مجموعة من النساء ضد إساءة معاملة النساء والفتيات في الزيجات غير المشروعة المتعددة              |
| 1999  | ديل مارتن               | ناشط في حقوق المثليات (متزوج من فيليس ليون)                                                    |
| 1999  | فيليس ليون              | ناشطة في حقوق المثليات (متزوجة من ديل مارتن)                                                   |
| 1998  | سيلفيا سميث             | ناشطة حقوق أمريكية أصلية                                                                       |
| 1997  | قضية سميث بارني         | دعوى جماعية ضد المضايقة الجنسية والتمييز ضد مورغان ستانلي سميث بارني، شركة ذات مسؤولية محدودة. |
| 1997  | قضية القاضية لانيير     | قضية الاعتداء الجنسي في المحكمة العليا ضد قاضي محكمةتشانكري ديفيد لانيير في الولايات المتحدة.  |
| 1997  | قضية ميتسوبيشي          | دعوى قضائية ضد مصنع ميتسوبيشي في للتمييز والاعتداء اللفظي والجسدي                              |
| 1996  | ميمي رامسي              | مؤسس مجموعة للأمام العالمية، وهي مجموعة تعارض ختان الإناث                                      |
| 1996  | كلوديا ولية العهد       | ناشطة في الحقوق الإنجابية                                                                      |
| 1996  | راتشيل بوشمان           | نسوية شابة                                                                                     |
| 1995  | شانون فولكنير           | أول عضوة في فيلق الكاديت                                                                       |
| 1995  | ميراري أورتيز           | ناشطة حقوق الرفاه البالغة من العمر 10 سنوات                                                    |
| 1994  | بيزا تايجر              | ناشطة أمريكية أصلية للتوعية بمرض الإيدز                                                        |
| 1994  | دولورس هويرتا           | المؤسس المشارك لعمال المزارع المتحدة (UFW)                                                     |
| 1994  | فاي كلايتون             | محامي شيكاغو الذي جادل بنجاح ضد شيدلر                                                          |
| 1994  | سوزان ويكلاند           | داعية إلى العدالة الإنجابية                                                                    |